# كيسوكي ماتسوموتو
كيسوكي ماتسوموتو (باليابانية: 松本 圭介) (17 يونيو 1988 في آيتشي في اليابان – )؛ هو لاعب كرة قدم ياباني سابق كان يلعب كلاعب وسط.

## وصلات خارجية
- كيسوكي ماتسوموتو على موقع رابطة كرة القدم اليابانية للمحترفين (اليابانية)